# Centralia (Washington)
Centralia es una ciudad ubicada en el condado de Lewis en el estado estadounidense de Washington. En el año 2000 tenía una población de 14.742 habitantes y una densidad poblacional de 768,6 personas por km².

## Geografía
Centralia se encuentra ubicada en las coordenadas 46°43′14″N 122°57′41″O / 46.72056, -122.96139.

## Demografía
Según la Oficina del Censo en 2000 los ingresos medios por hogar en la localidad eran de $30.078, y los ingresos medios por familia eran $35.684. Los hombres tenían unos ingresos medios de $31.595 frente a los $22.076 para las mujeres. La renta per cápita para la localidad era de $16.305. Alrededor del 18,0% de la población estaban por debajo del umbral de pobreza.